# Rhynchostele stellata
Rhynchostele stellata är en orkidéart som först beskrevs av John Lindley, och fick sitt nu gällande namn av Soto Arenas och Gerardo A. Salazar. Rhynchostele stellata ingår i släktet Rhynchostele och familjen orkidéer. Inga underarter finns listade i Catalogue of Life.

## Bildgalleri

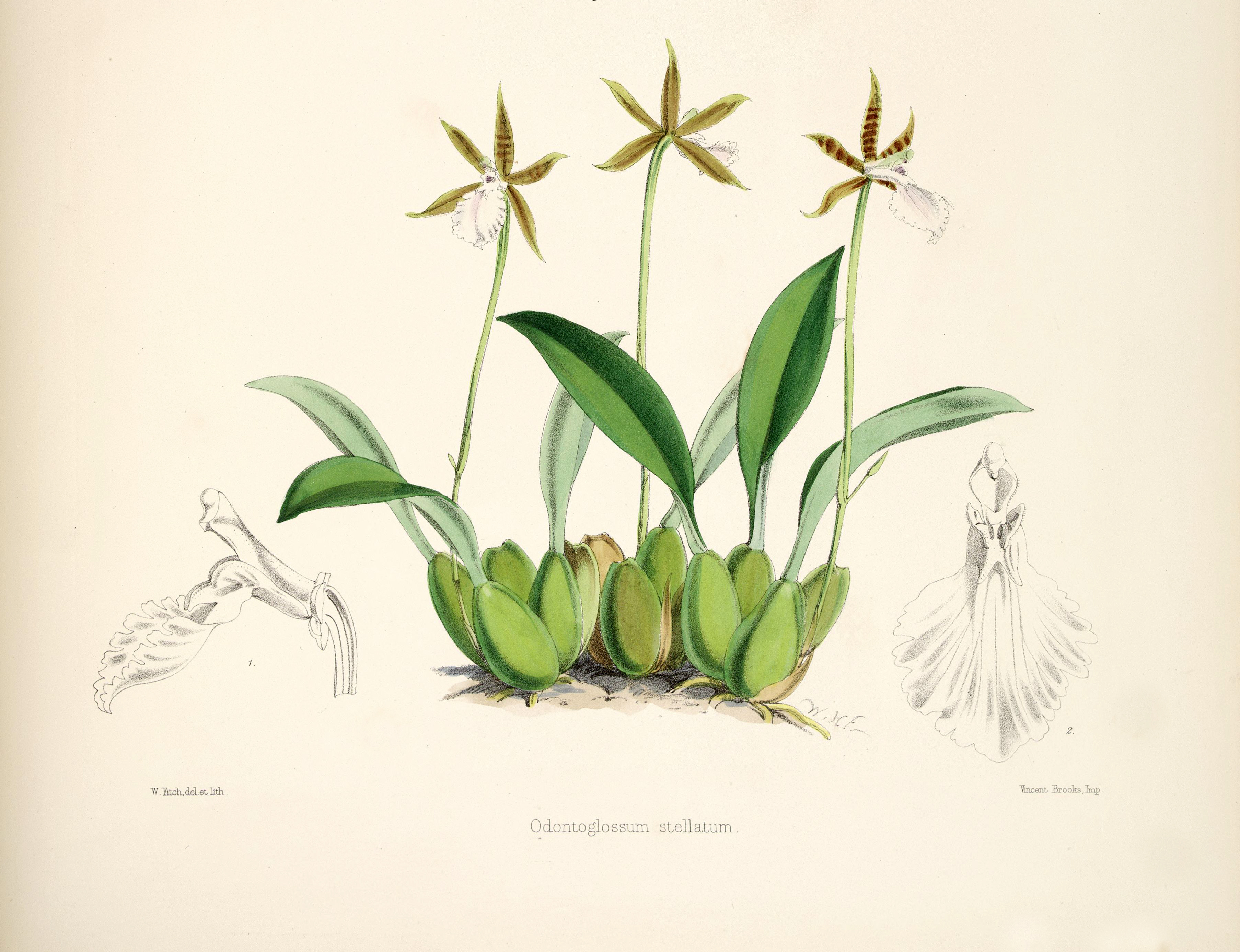